# Campionati europei di pattinaggio di figura 2024
I Campionati europei di pattinaggio di figura 2024 sono stati la 115ª edizione della competizione di pattinaggio di figura, valida per la stagione 2023-2024. Si sono svolti dal 10 al 14 gennaio 2024 alla Žalgiris Arena di Kaunas, in Lituania. Si sono disputate le gare di singolo maschile e femminile, coppie e danza su ghiaccio. Sono stati ammessi i pattinatori nati entro il 1º luglio 2008, provenienti da una nazione europea membro della International Skating Union.

## Programma
Ora locale (UTC+2).
| Data                 | Disciplina        | Ora   | Evento                |
| -------------------- | ----------------- | ----- | --------------------- |
| Mercoledì 10 gennaio | Uomini            | 13:00 | Programma breve       |
| Mercoledì 10 gennaio | Tutti             | 16:30 | Cerimonia di apertura |
| Mercoledì 10 gennaio | Donne             | 19:00 | Programma breve       |
| Giovedì 11 gennaio   | Donne             | 13:15 | Programma breve       |
| Giovedì 11 gennaio   | A coppie          | 19:00 | Pattinaggio libero    |
| Venerdì 12 gennaio   | Danza su ghiaccio | 12:00 | Danza ritmica         |
| Venerdì 12 gennaio   | Uomini            | 18:00 | Pattinaggio libero    |
| Sabato 13 gennaio    | Donne             | 13:00 | Pattinaggio libero    |
| Sabato 13 gennaio    | Danza su ghiaccio | 18:30 | Danza libera          |
| Domenica 14 gennaio  | Tutti             | 15:30 | Gala                  |

## Numero di partecipanti per discipline
In base ai risultati del campionato europeo 2023, ogni nazione membro dell'ISU poteva schierare da 1 a 3 partecipanti.. Seguendo una raccomandazione del Comitato Olimpico Internazionale, la ISU ha deciso di bandire pattinatori e ufficiali di gara russi e bielorussi da tutte le manifestazioni internazionali, a causa dell'invasione russa dell'Ucraina del 2022.
| Posti                                            | Singolo maschile                         | Singolo femminile                                          | Coppie                                           | Danza su ghiaccio                                              |
| ------------------------------------------------ | ---------------------------------------- | ---------------------------------------------------------- | ------------------------------------------------ | -------------------------------------------------------------- |
| 3                                                | Francia Italia                           | Belgio Georgia                                             | Germania Italia                                  | Francia Regno Unito Italia                                     |
| 2                                                | Estonia Georgia Lettonia Svezia Svizzera | Estonia Finlandia Germania Italia Polonia Romania Svizzera | Francia Regno Unito Ungheria Paesi Bassi Ucraina | Rep. Ceca Finlandia Georgia Germania Ungheria Lituania Ucraina |
| I Paesi non in lista hanno un solo partecipante. |                                          |                                                            |                                                  |                                                                |

## Podi
| Evento                        | Oro                               | Punteggio | Argento                              | Punteggio | Bronzo                               | Punteggio |
| Singolo maschile (dettagli)   | Adam Siao Him Fa                  | 276.17    | Aleksandr Selevko                    | 256.99    | Matteo Rizzo                         | 250.87    |
| Singolo femminile (dettagli)  | Loena Hendrickx                   | 213.25    | Anastasiia Gubanova                  | 206.52    | Nina Pinzarrone                      | 202.29    |
| Coppie (dettagli)             | Lucrezia Beccari / Matteo Guarise | 199.19    | Anastasiia Metelkina / Luka Berulava | 196.14    | Rebecca Ghilardi / Filippo Ambrosini | 195.68    |
| Danza sul ghiaccio (dettagli) | Charlène Guignard / Marco Fabbri  | 214.38    | Lilah Fear / Lewis Gibson            | 210.82    | Allison Reed / Saulius Ambrulevičius | 203.37    |

## Medagliere
| Posiz. | Nazione     | Oro | Argento | Bronzo | Totale |
| ------ | ----------- | --- | ------- | ------ | ------ |
| 1      | Italia      | 2   | 0       | 2      | 4      |
| 2      | Belgio      | 1   | 0       | 1      | 2      |
| 3      | Francia     | 1   | 0       | 0      | 1      |
| 4      | Georgia     | 0   | 2       | 0      | 2      |
| 5      | Estonia     | 0   | 1       | 0      | 1      |
| 5      | Regno Unito | 0   | 1       | 0      | 1      |
| 7      | Lituania    | 0   | 0       | 1      | 1      |
| Totale | Totale      | 4   | 4       | 4      | 12     |